# 栄光のナポレオン-エロイカ
『栄光のナポレオン－エロイカ』（えいこうのナポレオン エロイカ）は、池田理代子作の長編漫画作品。ナポレオン・ボナパルトの台頭からその死までを描く。
作者によれば、『ベルサイユのばら』の連載終了後に『ナポレオン』を執筆する予定だったが、当時の作者にはナポレオンの生涯を描ききるだけの知識と力量に欠けていたため、十数年の年月を経て発表されたという。時系列的に『ベルサイユのばら』の続編で、時代的にも『ベルサイユのばら』のクライマックス直後の時代を扱っているため、『ベルサイユのばら』の登場人物の一部が登場している。
『婦人公論』1986年5月号から1995年1月号まで『エロイカ』の題で連載され、単行本は『中公コミック・スーリ』全14巻、文庫版『中公文庫コミック版』全12巻に収められる際、現在の題名『栄光のナポレオン－エロイカ』に改題した。その後、フェアベル社よりコンビニコミック（レーベル名「フェアベルコミック」）として、『皇帝ナポレオン』の題名で2007年から2008年にかけて全12巻が刊行された。

## ストーリー
1794年のテルミドールの反動でジャコバン派は没落し、勢いを盛り返した王党派は首都パリで反乱を起こした。マクシミリアン・ド・ロベスピエール亡き後、権力を握ったバラスはナポレオンに反乱鎮圧を依頼する。コルシカ出身のナポレオン・ボナパルトはジャコバン派に与していたために軍から追放されていたが、この反乱鎮圧をきっかけに国内軍総司令官として復権することが出来た。
革命の行方に絶望していた元フランス衛兵隊の生き残りであるアラン・ド・ソワソンはナポレオンに興味を覚え、ナポレオンのもとに乗り込むと「フランス共和国をどうするつもりなのか!?」と迫る。権力欲のないことを笑いながら説明するナポレオンに安心したアランは一時離れていた軍に復帰し、ナポレオンの副官となる。
テルミドールの反動後、穏健共和派が権力を握り総裁政府を樹立するが、指導部は無能な政治家ばかりでフランスは国家の体裁を成していない状況にまで混乱した。そんな混乱を生き抜くため、未亡人でバラスの愛人であったジョゼフィーヌ・ド・ボーアルネは息子ウジェーヌを使って今をときめくナポレオンに接近し、その妻の座を手に入れる。
ナポレオンはイタリア遠征の成功によって国民の人気を不動のものとし、民衆からは共和制の守護者として期待されるようになる。やがて、ナポレオンはエジプト遠征に出発するが、その間に周辺諸国はフランスを一斉に攻撃し、フランスは存続の危機に陥ってしまう。ナポレオンはエジプトから帰還すると、祖国の危機を救うため、自らが権力を掌握する必要があると痛感し、クーデター計画を立案。それに携わったのは義賊「黒い騎士」としてジャーナリストして体制を批判してきたベルナール・シャトレだった。ベルナールは共和制を維持するというただ一点を守るためブリュメール18日のクーデターに協力したのだった。しかし、ナポレオンが武力でクーデターに反対する議員を議会から追放する様子を見たベルナールはナポレオンに民主主義を擁護する気持ちがないことを知り、提示された統領政府官房長官のいすを蹴って在野のジャーナリストに戻る。しかし、皇帝になる野心を覗かせ始めた矢先、フーシェとタレイランによりナポレオンに黙って強行されたアンギアン公の冤罪事件がナポレオンの個人的罪としてヨーロッパに衝撃と共に伝わり、皇帝即位に対する国々の反感を買う。
統領政府樹立後も王党派によるテロが絶えないことから、ついにナポレオンは王党派の復活を防ぐという理由で自らが皇帝に就任することを宣言する。共和制の守護者としてナポレオンに期待していたアランはナポレオンに失望し、ベルナールとともにナポレオン暗殺を企てるが、失敗して警備の兵士に射殺されてしまう。ナポレオンは、新帝国の名簿にアランの名がないことについて、一抹の寂しさを感じるのであった。
皇帝に就任したナポレオンはヨーロッパ征服を目論んで次々と外征を行うが、それはやがて民衆の生活を圧迫するようになり、民心は次第にナポレオンから離れるようになっていった。外相から侍従長官となったタレイランは国際協調の考えのないナポレオンに見切りをつけ、ナポレオン帝政を崩壊させるべく画策しはじめる。一方、傲慢になっていたナポレオンは改心して貞淑な妻となっていたジョゼフィーヌと離婚するなど、忠誠を誓ってくれる人々を次々と自分の周辺から追いやり、孤立化を深めていった。そして、唯一友好関係をあたためていたロシアとの関係も決裂し、ナポレオンはロシア遠征に出発する。それが自分の没落の序曲となることも知らずに。

## 登場人物

### 実在の人物
ナポレオン・ボナパルト
本作の主人公。貧乏士官からフランス皇帝まで上り詰めた男。皇帝に就任するまでは、野心溢れる有能な軍人として本作では描かれているが、皇帝就任後は権力の維持を考える我侭な男として描かれるようになった。国内の改革に熱心だったのも皇帝就任までで、それ以後はヨーロッパ統一をすることがヨーロッパの幸せと考えて戦争を繰り返し多くの国民が犠牲となる。皇帝になったのは野心だけではなく故国を守りたいという一心でもあったが、母レティツィアやコメディ・フランセーズの愛人ジョルジーナなどフランス国民の代表者であることを捨てたことで去った者もいた。
作者はナポレオン没落の原因として、「ナポレオンが共和制の守護者として期待されているにも関わらず、皇帝就任を目指したこと」、「タレイランやフーシェといった老練な政治家の手のひらの上で踊り、自分に忠誠を誓う人々を追い出したり疑ったりしたこと」、「民衆の負担を省みない度重なる外征で民心を失ったこと」などを示唆している。
前作の『ベルサイユのばら』では物語の終盤に主人公のオスカルと出会っており、その時にオスカルから瞳の奥に秘めた帝王の覇気を見抜かれている。
作中では他の登場人物から「美男子には見えない」「風采があがらない男」というようにコメントさせている。皇帝になって以降、頭髪が後退し肥満気味に描写されているが、作中の女性に容姿を称えられる場面も存在する。
ジョゼフィーヌ・ド・ボーアルネ
ナポレオン最愛の妻。元子爵アレクサンドル・ド・ボーアルネの未亡人。ナポレオンがエジプト遠征から帰還するまでは浮気を繰り返していたが、それ以後は貞淑な賢夫人としてナポレオンを支えた。
作中ではエジプト遠征まではただただ浪費と浮気を繰り返すだけの女性で、その後はひたすらナポレオンとの平穏な生活を望む女性として描かれ、ナポレオンに有効な忠告を殆どしていない。また、ナポレオンを支えたといわれる社交の手腕も、作中では描写されなかった。しかし、作中のナポレオンの台詞において、彼女の社交の手腕について言及がある。
史実では、フランス軍の将兵から”勝機をもたらす幸運の女神”のように慕われており、後のナポレオンとの離縁を何よりも惜しまれた。
マリー・ルイーズ
オーストリアのフランツ2世の長女。ナポレオンの侵略によって宮殿を追い出された経験を持ち、ナポレオンを「コルシカの食人鬼」と憎んで成長する。しかしその後､ナポレオンの皇妃となってからは、すっかりナポレオンを愛するようになっていった。しかし、ナポレオンが退位して強制的に引き裂かれた後は、あっさりと新しい恋人に夢中になってしまう。
タレイラン
総裁政府・統領政府の外務大臣で、ナポレオン帝政初期の侍従長官。類まれなる政治力でナポレオン政権を樹立するのに一役買う。ナポレオン帝政初期からナポレオンに見切りをつけ、ナポレオン打倒を画策する。
名門貴族の家柄で亡命先のアメリカから帰国した所から本作に登場する。スタール夫人と親しく、バラスに接近して政界への復帰を果たす。女性遍歴が豊富でポーカーフェイス。ナポレオンの栄光と没落を演出した陰の実力者として描かれている。
タレイラン自身は実在の人物だが、妻は架空の人物に置き換えられている。
ジョゼフ・フーシェ
総裁政府・統領政府の警務大臣。バブーフのクーデターを裏で扇動し、成功すれば後援者として政治の舞台に返り咲くつもりだったが、失敗しそうだとわかりバラスに密告して我が身の安泰を図った。ナポレオンの終身統領就任に異議をはさみ、一時更迭されるが、その後、ナポレオンに取り入って、警務大臣の地位を回復する。フランス一の情報収集力を誇る。権力が誰の手にあるのか察知するのに敏感で政権交代の際にはうまくたちまわって、権力のある側につく。恐怖政治時代は最も権力のあったジャコバン派の急進派の指導者となり、討伐軍の司令官としてリヨンでおこった反革命暴動を徹底的に弾圧した。それにより、単なる手駒と看做していたカトリーヌの復讐の対象となっていた。
非常に愛妻家・家族思いで貴族のお嬢様育ちで貧困の暮らしに苦労する妻マリーを労わり、子供を失った過去ゆえ家族を守るためには他人を裏切ることをなんとも思っていない風見鶏。ナポレオンの皇帝就任まではタレイランの良きライバルとして描かれ、陰の実力者として登場回数もかなり多い。本作ではタレイランの口車に引っかかって政界から追放された。ナポレオンの百日天下で再び政界に復帰するも既にナポレオンを見切っている。本作ではワーテルローの戦いで敗北したナポレオンに対して退位を勧めるシーンが最後の登場となる。史実ではその後、国内の反対派を抑えて、ルイ18世（プロヴァンス伯）の復帰に尽力し、その功績により警務大臣の地位を維持するが、ルイ16世の仇としてルイ18世の甥でシャルル10世（アルトア伯）の王太子アングレーム公ルイ・アントワーヌの妃となったマリー・テレーズら王党派に疎まれ、失脚した後、国外追放となった。
デジレ・クラリー
ナポレオンの婚約者だったが、ナポレオンがジョゼフィーヌと結婚したため、ナポレオンのライバルだったシャルル・ベルナドットと結婚する。純粋無垢な女性として描かれていくが、ベルナドットがポンテコルヴォ大公になった際は、たかが大公妃ではフランス皇妃とは比べ物にならないと不満を示す。やがてベルナドットがスウェーデン国王に即位したため、デジレもスウェーデン王妃となり、その幸運を喜ぶが、今度は寒冷なスウェーデンでの生活に嫌気を示すようになる。毎晩のようにオペラ座に行ったり遊べたパリの生活を恋しがり、古臭くて右を向いても左を向いても堅苦しいしきたりでうんざりする。
史実では、生涯ナポレオンを愛し続けていたことが死後に発見された手紙で明らかになる。
ウジェーヌ・ド・ボーアルネ
ジョゼフィーヌの連れ子。ナポレオンにとっては義理の息子。妹共々にナポレオンが母親と結婚して義父になるのに猛反対したが、軍人に憧れてエジプト遠征ではナポレオンの副官として参戦。戦争の厳しさとナポレオンの偉大さ、苦しみを知って尊敬するようになる。その後も有能な軍人として成長し、ナポレオンも実の息子のように可愛がった。ナポレオンの兄弟よりナポレオンに対して忠誠を誓い、最後までナポレオンを裏切らなかったが、猜疑心にかられたナポレオンはウジェーヌすらも疑うようになる。
オルタンス・ド・ボーアルネ
ウジェーヌの妹で、ナポレオンの弟のルイ・ボナパルトと結婚し、後にオランダ王妃となった。ナポレオン3世の母。
初めはナポレオンを不恰好な軍人として嫌っていたが、そのうちに兄と共にナポレオンの誠実な義理の子供となる。
しかし、夫ルイとの不仲でしばしば悩み、本作品では暴力までふるわれていたように描かれている。
マリア・レティツィア・ボナパルト
ナポレオンの母親。皇帝即位の決意を示した折、革命と共和国の救世主として歓迎されたのだと即位に反対した。ジョゼフィーヌのこともボナパルト家の家風に合わないと考え、ナポレオンと彼女との結婚には賛成していなかった。
ジョゼフ・ボナパルト
ナポレオンの兄。ナポレオンの覇権成就に協力し、ナポレオン帝政の下でナポリ王、ついでスペイン王となる。
反ジョゼフィーヌ派の急先鋒として描かれている。ナポレオンとジョゼフィーヌの仲を引き裂くためにいろいろ画策する。大言壮語の割に、あまり役に立たない人物として描かれている。
ポーリーヌ・ボナパルト
ナポレオンの妹達の中では一番の美人で、ナポレオンにも最も可愛がられていた妹。
ボルゲーゼ侯爵と結婚した。ナポレオンが自分の信頼する部下アラン・ド・ソワソンと結婚させようとした。しかしアランに振られた。
ジョアシャン・ミュラー
ナポレオン軍の元帥で騎兵指揮官。後にナポレオンの妹カロリーヌと結婚し、ナポリ国王となった。後にライプツィヒの戦いの後で裏切ってオーストリアに内通するが、百日天下の後に処刑された。
前半は「ミュラ」と長音記号の無い表記だった。
シャルル・ベルナドット
ナポレオン配下の軍人。文武両道で知られ、スタール夫人と親しい。
手紙が途絶えた婚約者ナポレオンに会いに来たデジレと居合わせ、ベルナドット自身は事情を知らなかったが、デジレをジョセフィーヌに夢中のナポレオンと引き会わせる。この結果、デジレはナポレオンの心が自分にはないことを知り、故郷マルセイユへ帰る。後にベルナドットはナポレオンの兄ジョゼフを訪ねた際にデジレと再会し、それを機にデジレと交際を始め、結婚する。ジャコバン的思考ゆえに、ナポレオンには警戒されていた。
ナポレオンが皇帝となると元帥、次いでポンテ・コルヴォ大公の地位を授けられた。1810年に後継者がいなかったスウェーデン国王カルル十三世の摂政皇太子となった。1818年にカルル十三世が死去すると新王朝「ベルナドッテ王朝（ポンテコルヴォ王朝）」の初代スウェーデン国王及びノルウェー国王として即位した。しかし、終生スウェーデン語を話すことが出来なかったため、デジレとの間に生を受けた世継ぎの皇太子オスカルの補佐を頼みとした。作中では、ベルナールの遺児フランソワを息子オスカルの教育係に抜擢し、彼には「シャルル十四世陛下」と呼ばれていた。
ナポレオンの没落と共に、ナポレオン帝政の元で他国の王位・大公位についていた者たちもその地位を失ったが、ベルナドットはスウェーデン国王の地位を維持し続けた。
スタール夫人
フランスの批評家、小説家で、革命前夜に財務総監を務めた銀行家ジャック・ネッケルの娘。フランス革命に積極的に参加するなど政治への関心が高い女性。サロンに足を運び多くの知識人と交流してその才能を認められた。タレイランやベルナドットと親しい。
作中では前半は多く登場して早くからナポレオンの才能に注目しており、彼のような英雄の伴侶は自身こそが相応しいと内心思っていたため、ジョセフィーヌに対して嫉妬めいた感情を示しており、謁見を求めて入浴中に押しかけたりしたのでナポレオンに疎まれてしまう。但し、ナポレオンが独裁者から皇帝へと進むのを見て、失望する。ナポレオン暗殺を決意したベルナールにロザリーとフランソワを託され、夫であるスウェーデン大使のスタール＝ホルシュタイン男爵の故国スウェーデンに送り出した。しかし、その後を描いた『ベルサイユのばら』のエピソード9「ロザリー」編で、2人につけた御者も別荘の使用人も裏切り、自身も1786年に結婚するも2年後には別居状態になった夫と1799年に正式に離婚し、その上、ナポレオンに追われる身となってロザリーらを助けるどころではなくなってしまう。
グラックス・バブーフ
元は印刷工。ジャコバンの残党による左翼クラブ「パンテオン・クラブ（Club du Panthéon）」を結成、最下層の人々のために社会主義を実現しようと奔走して総裁政府に対する激しい批判を繰り返した。タブーだった私有財産の問題も大胆にクラブでの集会で演説し、5月の武装蜂起を計画していた。素朴で一途な共和主義者で直情径行の正義漢ぶりをフーシェに利用され、彼の本心を知らずにクーデターを計画するが、ベルナールの動きを知ったフーシェに総裁政府に売り渡され、1797年5月27日にギロチンに散った。
ブリューイ
海軍提督。ナポレオンのエジプト遠征艦隊の提督をつとめたが、陸兵をエジプトに上陸させた後、アブキール湾に艦隊を駐留させておいて、ネルソン艦隊に捕捉、撃滅される（ナイル・アブキール湾海戦）。
作中、アブキール湾にとどまっていた事に対して、ナポレオンがその無能さに驚くような描写をされている。
ピエール・ド・ヴィルヌーヴ
海軍提督。フランス・スペイン連合艦隊を指揮したが、トラファルガーでネルソンに大敗し、ナポレオンを激怒させる。
アンギアン公
フルネームは「ルイ・アントワーヌ・アンリ・ド・ブルボン＝コンデ（Louis Antoine Henri de Bourbon-Condé, 1772年8月2日 - 1804年3月21日）は、フランスの亡命貴族（）。アンギアン公（アンギャン公）の称号で呼ばれる。ブルボン公爵ルイ6世アンリと、『ベルサイユのばら』で王位を狙うルイ16世の従兄と黒い噂を囁かれ「フィリップ平等公（エガリテ）」を自称したオルレアン公ルイ・フィリップ2世ジョゼフの妹ルイーズ・マリー・テレーズ・バティルドの息子。コンデ親王の孫。王妃マリー・アントワネットの評判をかくも貶めた「首飾り事件」に巻き込まれたローアン大司教の姪シャルロットと結婚し、その縁でローアンの邸宅があるバーデン大公国で暮らしていた。王位継承権の順位は低く共和国に関心は無かったが、1804年、フーシェにナポレオン暗殺未遂の濡れ衣を着せられて逮捕され、彼を出し抜いたタレイランの密命により銃殺刑に処された。国境侵犯を強行しての逮捕だった。フランス共和国を認めておらず、革命政府を逆賊と看做している。家門の誇りを守り盗まれた所領を奪還するためなら幾度でも剣を抜くとフーシェに言い放つ誇り高い貴公子であり、深夜の処刑に直面してナポレオンとの面会を拒絶され、墓穴を用意しての計画的な処刑だと知ってもなおブルボン家の公子だと胸を張り、目隠しを拒絶して死に臨んだ。ナポレオンの意思を無視して行われた処刑ではあるものの欧州諸国の君主にナポレオンに対する敵意を呼び覚ます原因になり、ナポレオンの個人的な罪として生涯をつきまとう汚点となった。
自身の死により父の代でブルボン＝コンデ家は断絶、遺産は母の兄「フィリップ・エガリテ」の孫オマール公アンリ・ドルレアンに遺贈された。
ラ・ファイエット侯
三部会で近衛兵に排除されかけた平民議員を庇い、他の貴族議員と共に近衛隊の前に立ちふさがった。このシーンは『ベルサイユのばら』でも描かれている。革命の進展とともに権力の本流から外れ、その後長く隠遁生活を余儀なくされていた。本作ではナポレオンの百日天下の際に、ナポレオン退位後を見据えて手を結ぶ実力者の一人として、フーシェが自分の支援者に紹介するシーンが描かれている。

#### 外国人

##### 君主・政治家
アレクサンドル1世
ロシア帝国皇帝。同じ池田の作品でエカテリーナ2世を描いた『女帝エカテリーナ』から引き続いて登場。『女帝エカテリーナ』においては、祖母であるエカテリーナ2世にとって期待の孫であり、またエカテリーナ2世が啓蒙思想を放棄したことと老齢による能力の衰えを嘆く、理知的な少年・青年のように描写されている。本作においての扱いは、ナポレオンの「生涯の宿敵」と位置づけられている。
メッテルニヒ
オーストリア外務大臣。作中では、1804年時点ですでに外相だったかの様に描かれ、フランツ2世の腹心として、タレイランらと通じてナポレオン打倒を目指す重要な役回りを演じている。
ウィリアム・ピット
イギリス首相。ナポレオンの皇帝即位に対する第三次対仏大同盟の主導者だったが、アウステルリッツでの墺露軍の大敗を知って憤死する。

##### 軍人
ネルソン
イギリス海軍提督。当人の登場回数は少ないものの、ナイル・アブキール湾海戦やトラファルガー岬沖海戦で、くりかえしナポレオンの戦略をおびやかした人物として、その存在感は大きく描かれている。エジプト遠征の頃はマンガ作品に登場する彼によく見られるような大きな黒い眼帯を失明した右目に当てた姿で描かれているが、トラファルガーで再登場した時には現存する肖像画に近い容姿になっている。
有名な「イギリスは各員がその義務を果たすことを期待する」の信号旗は、作中にも引用された。
クトゥーゾフ
ロシアの将軍。ナポレオンのロシア遠征を、いわゆる焦土戦術で敗走へ導いた。本作中では、アレクサンドルから軽んじられながら、ここぞと言うとき真価を発揮する「昼行灯」型の老将というイメージで描かれている。ロシア国外までナポレオン軍追撃については、本作では兵員の疲労を考慮してこれ以上の戦闘は無理だとアレクサンドルに哀願する姿が描かれている。結局はナポレオンとの完全決着にこだわるアレクサンドルに押される形になったが、再びフランス軍と交戦する前に病没、ナポレオンからもあっぱれな敵将だったと哀悼された。
クラウゼヴィッツ
プロイセン王国戦術士官。ナポレオンの戦法を研究し、彼のいる本隊は無視して部下の将軍たちを各個撃破する戦術を提案して、ヨーロッパ連合軍を勝利に導く。後年、「戦争論」の著者として歴史に名を残すことになる。
ウェリントン公
ワーテルローの戦いでナポレオンにとどめをさすイギリスの将軍。

##### その他の人物
ユーゼフ・ポニャトフスキ
ポーランド国王スタニスワフ2世の甥で、ポーランド独立の悲願のため、ナポレオン軍に加わって戦う。
いつかナポレオンがポーランドを独立させてくれると信じ続けたが、彼の本心に気づいて不満をミュラーにぶつけていた。池田理代子の別作品『天の涯まで ポーランド秘史』では主人公を務める。
ムーラッド・ベイ
エジプト遠征時にナポレオンの前にたちはだかる、「勇敢さと美貌で知られる」「世界最強の騎兵」マムルークの首領。
「勇敢さと美貌で知られる」マムルークの首領である事から、作中ではかなりの美男子に描かれている。また「世界最強の騎兵」のキャッチフレーズから、恐るべき強敵であり、ピラミッドの戦いは双方に甚大な被害をもたらしたとされる。
マリア・ヴァレフスカ
ポーランドの名門貴族、46歳年上の62歳のヴァレフスキ伯爵の後妻。信仰心と貞淑な妻ゆえにナポレオンの恋文とポーランド独立のためにとのユーゼフらの説得を拒絶していたが、夫である老伯爵の懇願もあり自身の恋心に従いナポレオンの愛人となった。本作ではタレイランと仲が悪かった。また、新しい皇妃であるマリー・ルイーズに夢中になったナポレオンに捨てられた。ジョゼフィーヌとはナポレオンを愛するも彼に捨てられた者同士で穏やかにマルメゾンで過ごし、ポーランドに帰国した。
史実では生涯ナポレオンに「ポーランドの妻」と呼ばれて愛され、自身もまた彼を愛し続けた。ナポレオンとの別れによる心痛による体調の悪化と子供の将来を考えて拒んでいたナポレオンの従弟ドルナノ伯と1815年9月7日に結婚した。
ルートヴィヒ・ヴァン・ベートーヴェン
「楽聖」の異名を持つドイツの作曲家。ナポレオンの戴冠に憤り、交響曲第3番のタイトル「ボナパルト」と献辞を掻き消して楽譜を破り捨てると「英雄交響曲（シンフォニア・エロイカ）」に変更したエピソードのために、2ページだけ登場した。
池田が当作品を執筆中に、手塚治虫もベートーヴェンを主人公にした『ルードウィヒ・B』を執筆中であり、池田との対談の際にそれを知った手塚は本作にはベートーヴェンは登場するのかと訊ねたという。

### オリジナルキャラクター

#### 主要人物
アラン・ド・ソワソン
貧乏貴族出の元フランス衛兵隊士官。階級は少尉だが、過去の不祥事により降格。『ベルサイユのばら』登場時は小隊の班長となっていた。『ベルサイユのばら』では、オスカルの部下として登場、生活のために軍事に従事しているとは到底思えぬ大貴族に対する反感と反抗をブイエ将軍に対してすら平然と行い、自身ばかりか家族の命すら危うくする愚挙を繰り返した。しかし、徐々に理想と現実の狭間で苦しむ姿に惹かれるようになったオスカルと彼女を従僕という形で守るアンドレに友愛を抱き、そして恋しい女性の心は彼が掴んだので失恋した。アンドレに「ケツの青い餓鬼」と評された。筋金入りのジャコバン派。バスティーユ襲撃事件の際に陥落させることに成功するもオスカルとアンドレ及びフランス衛兵隊は全滅し、自身も10日間も生死の境をさ迷う重傷を負った。回復後、バスティーユ陥落の死闘は夢だったのかと失望感に囚われていたが、ナポレオンに興味を持ち彼と共に各地を転戦する。自身が軍人であることもあり完全なる共和国に至る過渡期の守護者としてナポレオンが必要だと考えて彼の生き様を間違ってはいないと思ったが、後に彼の危険性を指摘したベルナールは正しかったことを痛感する。ナポレオン側近の将軍にまで取り立てられるもナポレオンの皇帝就任に反対し、2人の部下の協力を得て暗殺を企てるも計画が発覚したことを知って駆けつけたベルナールと共に射殺される。オスカルに対する「一生分の片想い」の想い出に生き、他の女性に心動かされることは無かった。しかし、唯一カトリーヌには心動かされ、本気で結婚しようとした節がある。戦場を離れられぬナポレオンの代理でパリの王党派一掃に赴いた折、タレイラン公爵夫人となったカトリーヌと再会して自身でも思いもよらぬ程のショックを受け、また出遅れたと内心呟いていた。ナポレオンの妹のポーリーヌとの結婚を勧められたこともあるが、こちらは拒絶し、逆にポーリーヌに惚れられる結果となる。
テレビアニメ版『ベルサイユのばら』最終回では、軍を離れて5年後に農夫となって海辺で畑を耕しつつ母と妹の菩提を弔う姿が描かれていた。原作者はTVアニメ版はほとんど見ておれず、人づてにアランが農夫になっていたことを聞いて驚いた模様。しかし、農夫にされたことを不満に思って『栄光のナポレオン-エロイカ』に登場させたわけではなく、『エロイカ』にアランが登場することはだいぶ前から決めていた。
ベルナール・シャトレ
パリ在住のジャーナリスト。新聞「エテルニテ」の記事を書いて発行している。妻子ある貴族の庶子だが、幼い頃に家を追われた貧しい商家の娘である妾の母親が河に身を投げた際に道連れにされかけたため、王侯貴族への憎しみは未だに強く根を張っている。無実の罪で処刑されたアンギアン公の死に対し、事件の真相と物事の善悪ではなく「王侯貴族は悪」という生い立ちゆえの憎悪で共和国にとって危険度の低い存在が消えたという認識しか持てなかった。『ベルサイユのばら』ではロベスピエールの直弟子として、義賊「黒い騎士」としての活動や革命運動を展開していた。筋金入りのジャコバン派指導者。王妃マリー・アントワネットの処刑が迫る中でコンシェルジュリー牢獄に妻を王妃の世話役で送り込むなど一定の影響力を有していたが、本格化した恐怖政治時代にどの立場を有していたかは不明。ただフーシェからは硬骨のジャーナリストとして警戒され、一目置かれる存在ではあった。妻子の愛に支えられ、その後の反動を生き抜く。総裁政府の腐敗にも厳しい批判を向ける。しかし、ロザリーのお願いに抗えぬ愛妻家が仇となり、王党派でありながらフーシェのスパイを演じたカトリーヌにより情報がフーシェに筒抜けになり、幾度となく深刻な妨害を受ける。一時、共和制の守護者としてナポレオンに期待、『ブリュメール』では重要な役割を果たし、タレイランからは官房長官の地位すら打診される。しかし、議会を武力弾圧したナポレオンに失望し、官房長官の地位を蹴ることとなる。アランのナポレオン暗殺計画に加担、ロザリーとフランソワをスウェーデンに亡命させ、ナポレオン暗殺に失敗した親友を見捨てず、共に銃弾に倒れた。
ロザリー・シャトレ
ベルナールの妻。ヴァンドーム広場にある洋裁店「ギナン商会」でお針子として働いている。旧姓は「ラ・モリエール」。ヴァロワ家末裔のサン・レミー男爵と15歳の頃のポリニャック伯夫人との間に生を受けた落胤。異母姉は同じサン・レミー男爵を父とする「首飾り事件」のジャンヌ。ジャンヌの実母ラ・モリエールに引き取られて我が子として育てられた。貧困からオスカル相手に12歳で売春を持ちかけたが、当然、女性であるオスカルはこの申し出を断り、ロザリーに金貨を与えて彼女が売春に身を染めないよう取り計らった。それを縁にして再会後には淑女として育て上げられた。オスカルを慕い同性ゆえに想いを拒まれるが、その死を見届ける。本作では夫を心から愛し支える良き妻として描かれているが、オスカルに対する性別を超えた憧れは未だに健在で「オスカル様はあたしのよー!」と叫んでベルナールに呆れられる。夫同様に筋金入りのジャコバン派。しかし、お人好しで自分達家族の生活もままならぬのに、王党派の一員でありフーシェのスパイとも知らずにカトリーヌを同居させ夫の仕事を妨害する結果を招いてしまう。フーシェに金を払って亡命者名簿から名前を消して貰った旧貴族の客が自身の勤める洋裁店に増えるようになった頃、アルトア伯の取り巻きだったヴィトロール男爵夫人等がおおっぴらにドレスの注文に訪れるようになり、カトリーヌを指名するカステランヌ伯爵夫人とカトリーヌが秘かにメモを手渡しているのを目撃するが、不審を抱きながらも何故か誰にも口外することはなかった。カトリーヌがタレイランと結婚しても彼女が王党派だということを知らずにいたが、ナポレオンに協力しないようタレイランを説得して欲しいと頼みに行ってカトリーヌのジャコバン派に対する激しい憎悪をぶつけられ、その時になって初めて彼女の正体と自身の犯した過ちを悟った。ベルナールがナポレオン暗殺を企てた際、夫の指示で息子フランソワと共にスタール夫人の助力でスウェーデンに亡命する。
モデルは、コンシェルジュリー牢獄で死刑までの2ヶ月半を過ごした王妃マリー・アントワネットの世話をしたの靴職人の娘、未婚の母で文盲の女中ロザリー・ラモルリエール（マリー・ロザリー・ドラモルリエール）。アニメ版では化粧紙で作った薔薇の花に変更されたが、原作で死刑の朝にアントワネットからリボンを形見として受け取ったように、マリー・ロザリーもアントワネットの白いリボンを譲られた。
フランソワ・シャトレ
ベルナールとロザリーの息子。ロザリーの初恋の人オスカル・フランソワのミドルネームを命名された。両親の影響か、やはりジャコバン派的。周囲の熱狂に流されやすく、フーシェの王党派の公開処刑を嬉々として両親に見物に行こうと誘う危険思想に染まりかねない様子だったが、実際に処刑を見て顔を背けていた。『ブリュメール』では父とナポレオンらとの間の連絡要員として活躍。スタール夫人のサロンで法律の勉強に励んで法律家を目指していたが、父ベルナールがナポレオン暗殺に失敗して射殺されてしまう。ベルナールとアランがナポレオン暗殺計画を決意した際、スタール夫人に託されて母親共々にスウェーデンに亡命した。ナポレオンの皇帝即位に激怒し、父の仇に対する憎悪に駆られるも母ロザリーにより個人的復讐心を抱けば共和制を愛した父の志を踏み躙る結果になると諭された。成人後、二十歳を幾つか数えたばかりの年齢になっていたが、スタール夫人により磨かれた学識と才智を高く評価するシャルル十四世（ナポレオンの部下だったベルナドット将軍）により、彼の王朝「ベルナドッテ王朝」を継ぐ皇太子オスカルの教育係に任命された。ベルナドットに意見を求められた際、フランスの王政復古に反対し、共和制を復活させるべきだという持論を述べている。この頃はナポレオンに対する激しい憎悪は母親により鎮められて乗り越えており、フランスを思い憂いに沈むロザリーを励ました。
『ベルサイユのばら』のエピソード9「ロザリー」編でもスウェーデンを目指す亡命の旅が描かれ、父ベルナールとアランのナポレオン暗殺計画決行直前のパリ出立以降、いつ豹変するかわからない宿屋の客に隠れて出発するに際してスタール夫人のつけてくれた御者が逃げたり、冬の間の逗留先のつもりだった別荘の使用人が懸賞金に目が眩んで村人と結託して裏切ったりなどの苦難を「フローリアン・F・ド・ジェローデル」に助けられながら母ロザリーを支えて切り抜ける。スウェーデンの王制廃止と民主共和化の障害と看做されてフェルゼン暗殺の陰謀を知らせてくれた王立図書館の同僚ファビアン・ノーベルが裏切り者として惨殺され、故国の行く末を託されたこともありスウェーデンに留まることを決意し、時を越えて生きる一族の兄妹により一族に迎えられて「時を越えて生きる存在」になったことで50歳近いフローリアンが30代の容姿であることをソフィア・フォン・フェルゼンより教えられる。
カトリーヌ・ルノーダン
ロザリーと同じ店で働くお針子の女性。彼女のお願いに抗えないベルナールの自宅に情報収集のためにフーシェにより送り込まれた手駒の1人であり、また、王党派の一員としてジャコバン派の一掃とフーシェに対する復讐を果たそうとする。リヨンで大きな絹織物工場を営んでいた旧家の娘であり、1793年にリヨンで勃発した反革命反乱「リヨンの反乱（Siège de Lyon）」で王党派に組した市民2千人が虐殺された際、父親も兄も殺された。その虐殺を指揮したのは当時の極左ジャコバン派の総督で、総裁政府ではバラスの腰巾着となっている警務大臣フーシェだった。そのため、復讐すべくフーシェと王党派の二重スパイとなっていた。誰もが革命の成功と共和制の未来を願っていると錯覚しているロザリーの人の良さにつけ込み、フーシェの支持でベルナールの情報を入手しやすい彼の自宅に入り込んだ。アランとは相思相愛だったが、イデオロギーの違いからアランへの恋を諦めて彼女の才気を認めたタレイランと結婚。結婚後は互いに干渉し合わない主義で王党派の中心人物となるが、タレイランは見て見ぬふりをしていた。その後はナポレオンを暗殺するため王党派と打ち合わせていたところをフーシェに捕らわれ、夫に累が及ばないように敢えてフーシェと取引してタレイランとは無関係の「カトリーヌ・ルノーダン」としてギロチンに処された。

#### その他
ジョルジーナ・ウェイアー
チュイルリー宮のコメディ・フランセーズの女優。アランとベルナールがナポレオン暗殺未遂を企てた際、人質にされてしまう。その後、国民の代表だからこそナポレオンを愛したため、皇帝になったことに失望して去る。
オスカル・フランソワ・ド・ジャルジェ
『ベルサイユのばら』の主人公。本作の時代にはすでに故人であり、登場はおもにアランらの回想の中でだが、彼らに強い影響を与えつづける人物として描かれている。ナポレオン暗殺へむかうアランは「歴史をつくるのは一人の英雄や将軍ではなく人民だ」という彼女の言葉を思い返していた。
因みに、『ベルサイユのばら』において彼女はその場にいる筈のない砲兵少尉時代のナポレオンと出会ったことがあり、その際に「人の身体の奥底まで永久に凍らせてしまうような。あれは鷲の眼だ、帝王の眼だ。」と畏怖を抱いた。
アンドレ・グランディエ
オスカルの恋人。ジャルジェ家の領地の村で両親を失う8歳まで育った第三身分の平民であり、オスカルの乳母マロン・グラッセ・モンブランの唯一の孫息子。オスカルの従僕兼護衛として彼女の父レニエ・ド・ジャルジェに養育され、オスカルと共に剣術と軍人としての心得を叩き込まれた。アランとはオスカルを巡るライバルだったが、友人でもあった。首吊り自殺を遂げた妹ディアンヌを溺愛するあまり私情に流されがちなアランに対し、生前「武官はどんな時でも感情で行動するものじゃない!!」という黒い騎士時代のベルナールにアンドレの右眼を奪った恨みを晴らそうとしたオスカルを制止した際の言葉を聞かされたことがあり、ル・ルー一家を救った際に遭遇した妹の元婚約者を殺そうとしたアランをやめさせる影響力を有している。

## 関連作品
- 女帝エカテリーナ - アンリ・トロワイヤの小説を漫画化した、エカチェリーナ2世の生涯を描いた作品。本作品と時代的に重なっている事から、両作品においてエカチェリーナ2世の死去とパーヴェル1世の即位のシーンの描写が重複している[4]。
- 天の涯まで－ポーランド秘史 - ユーゼフ・ポニャトフスキの生涯を追った作品。時系列上、『女帝エカテリーナ』『エロイカ』とほぼ重複しており、その両作品の外伝的な要素を持つ。